# Nahverkehr Schlichtungsstelle Niedersachsen und Bremen
SNUB - Die Nahverkehr Schlichtungsstelle ist eine außergerichtliche und neutrale Schlichtungsstelle für die Bundesländer Bremen und Niedersachsen.

## Aufgaben
Sie kümmert sich um Konflikte, die zwischen Fahrgästen und Verkehrsunternehmen bei der Benutzung von Bussen und Bahnen im Linienverkehr entstanden sind. Die SNUB wurde Ende 2010 gegründet und hat ihren Sitz in Hannover. An die SNUB können sich Fahrgäste wenden, wenn sie z. B.
- mit der Beschwerdebearbeitung durch ein Verkehrsunternehmen unzufrieden sind,
- das Gefühl haben, Ihr Anliegen werde nicht ernst genommen oder
- sogar überhaupt keine Antwort erhalten sollten.

## Organisation
Die SNUB besitzt einen aus den Verkehrsunternehmen in Niedersachsen und Bremen gebildeten Trägerverein, eine Schlichterin (Volljuristin) und einen die Verbraucherinteressen abbildenden Beirat.
Dem Trägerverein gehören folgende Verkehrsunternehmen an:
- Bremer Straßenbahn AG
- Bentheimer Eisenbahn AG
- erixx GmbH
- Eisenbahnen und Verkehrsbetriebe Elbe-Weser GmbH (EVB)
- Göttinger Verkehrsbetriebe GmbH
- KVG Stade GmbH & Co. KG
- metronom Eisenbahngesellschaft mbH
- regiobus Hannover GmbH
- Regionalbus Braunschweig GmbH (Südniedersachsenbus und Heidebus)
- Regionalverkehr Hildesheim GmbH
- Stadtwerke Osnabrück AG
- Stadtwerke-Verkehrsgesellschaft Wilhelmshaven GmbH
- Stadtverkehr Hildesheim|SVHI Stadtverkehr Hildesheim GmbH & Co. KG
- ÜSTRA Hannoversche Verkehrsbetriebe AG
- Verkehrsbetriebe Wesermarsch GmbH
- Verkehr und Wasser GmbH
- Verkehrsgesellschaft Hameln-Pyrmont mbH
- Weser-Ems Busverkehr GmbH
- Verband Deutscher Verkehrsunternehmen e. V. (VDV).

Dem Beirat gehören die Vertreter folgender Organisationen an:
- Fahrgastverband Pro Bahn Niedersachsen e.V.
- Fahrgastverband Pro Bahn Bremen e.V.
- Verbraucherzentrale Niedersachsen e.V.
- Verbraucherzentrale Bremen e.V.
- VCD Verkehrsclub Deutschland Landesverband Niedersachsen
- Niedersächsisches Ministerium für Ernährung, Landwirtschaft und Verbraucherschutz
- Freie Hansestadt Bremen, Senator für Umwelt, Bau und Verkehr
- Landesnahverkehrsgesellschaft Niedersachsen mbH.

## Schlichtungsvoraussetzungen
Voraussetzung für eine Schlichtung bei der SNUB ist:
- Die Beschwerde bezieht sich auf den öffentlichen Nahverkehr in Niedersachsen oder Bremen.
- Das entsprechende Verkehrsunternehmen kooperiert mit der SNUB, ist also Mitglied der SNUB.
- Ein vorheriger Einigungsversuch mit dem Verkehrsunternehmen brachte keine Lösung des Problems.
- Es wurde keine Strafanzeige erstattet und keine Klage eingereicht.
- Keine Partei beruft sich auf Verjährung.
- Die Beschwerde ist nicht offensichtlich unbegründet.
- Der Streitwert bei Geldforderungen liegt nicht unter 4,- und nicht über 500,- EUR (in Ausnahmefällen bis zu 2000,- EUR).

## Kosten
Für die Fahrgäste ist das Schlichtungsverfahren kostenfrei. Sie müssen lediglich ihre eigenen Auslagen, wie z. B. Porto und Kopien, tragen.